# Die Sonne geht auf
Die Sonne geht auf is een single van Freddy Breck. Het is niet afkomstig van een regulier studioalbum, maar werd opgenomen in diverse verzamelalbums al dan niet van Freddy zelf. Het lied gaat over het weerzien met "zijn" geliefde; hij heeft de hele nacht gereisd. Het singletje werd uitgegeven in Zwitserland, Duitsland, Nederland en België door het platenlabel BASF.
Tussen zijn vorige single Halli-Hallo en deze had Breck zowaar zijn enige hitje in het Verenigd Koninkrijk met So in love with you, dat in Nederland onbekend is gebleven. 
Komm in mein Boot is een bewerking van een compositie van Carl Maria von Weber. 
In Nederland haalde het de hitparade.

## Hitnoteringen

### Nederlandse Top 40
| Hitnotering: 20-07-1974 t/m 07-09-1974 | Hitnotering: 20-07-1974 t/m 07-09-1974 | Hitnotering: 20-07-1974 t/m 07-09-1974 | Hitnotering: 20-07-1974 t/m 07-09-1974 | Hitnotering: 20-07-1974 t/m 07-09-1974 | Hitnotering: 20-07-1974 t/m 07-09-1974 | Hitnotering: 20-07-1974 t/m 07-09-1974 | Hitnotering: 20-07-1974 t/m 07-09-1974 | Hitnotering: 20-07-1974 t/m 07-09-1974 | Hitnotering: 20-07-1974 t/m 07-09-1974 |
| Week:                                  | 1                                      | 2                                      | 3                                      | 4                                      | 5                                      | 6                                      | 7                                      | 8                                      |                                        |
| -------------------------------------- | -------------------------------------- | -------------------------------------- | -------------------------------------- | -------------------------------------- | -------------------------------------- | -------------------------------------- | -------------------------------------- | -------------------------------------- | -------------------------------------- |
| Positie:                               | 23                                     | 16                                     | 13                                     | 15                                     | 19                                     | 32                                     | 32                                     | 34                                     | uit                                    |

### NederlandseSingle Top 100
| Hitnotering: 06-07-1974 t/m 24-08-1974 | Hitnotering: 06-07-1974 t/m 24-08-1974 | Hitnotering: 06-07-1974 t/m 24-08-1974 | Hitnotering: 06-07-1974 t/m 24-08-1974 | Hitnotering: 06-07-1974 t/m 24-08-1974 | Hitnotering: 06-07-1974 t/m 24-08-1974 | Hitnotering: 06-07-1974 t/m 24-08-1974 | Hitnotering: 06-07-1974 t/m 24-08-1974 | Hitnotering: 06-07-1974 t/m 24-08-1974 | Hitnotering: 06-07-1974 t/m 24-08-1974 |
| Week:                                  | 1                                      | 2                                      | 3                                      | 4                                      | 5                                      | 6                                      | 7                                      | 8                                      |                                        |
| -------------------------------------- | -------------------------------------- | -------------------------------------- | -------------------------------------- | -------------------------------------- | -------------------------------------- | -------------------------------------- | -------------------------------------- | -------------------------------------- | -------------------------------------- |
| Positie:                               | 22                                     | 18                                     | 18                                     | 14                                     | 8                                      | 12                                     | 17                                     | 26                                     | uit                                    |

### VlaamseRadio 2 Top 30
| Hitnotering: 22-07-1974 t/m 12-10-1974 | Hitnotering: 22-07-1974 t/m 12-10-1974 | Hitnotering: 22-07-1974 t/m 12-10-1974 | Hitnotering: 22-07-1974 t/m 12-10-1974 | Hitnotering: 22-07-1974 t/m 12-10-1974 | Hitnotering: 22-07-1974 t/m 12-10-1974 | Hitnotering: 22-07-1974 t/m 12-10-1974 | Hitnotering: 22-07-1974 t/m 12-10-1974 | Hitnotering: 22-07-1974 t/m 12-10-1974 | Hitnotering: 22-07-1974 t/m 12-10-1974 | Hitnotering: 22-07-1974 t/m 12-10-1974 | Hitnotering: 22-07-1974 t/m 12-10-1974 | Hitnotering: 22-07-1974 t/m 12-10-1974 | Hitnotering: 22-07-1974 t/m 12-10-1974 | Hitnotering: 22-07-1974 t/m 12-10-1974 | Hitnotering: 22-07-1974 t/m 12-10-1974 | Hitnotering: 22-07-1974 t/m 12-10-1974 | Hitnotering: 22-07-1974 t/m 12-10-1974 | Hitnotering: 22-07-1974 t/m 12-10-1974 |
| Week:                                  | 1                                      | 2                                      | 3                                      | 4                                      | 5                                      | 6                                      | 7                                      | 8                                      | 9                                      | 10                                     | 11                                     | 12                                     | 13                                     | 14                                     | 15                                     | 16                                     | 17                                     |                                        |
| -------------------------------------- | -------------------------------------- | -------------------------------------- | -------------------------------------- | -------------------------------------- | -------------------------------------- | -------------------------------------- | -------------------------------------- | -------------------------------------- | -------------------------------------- | -------------------------------------- | -------------------------------------- | -------------------------------------- | -------------------------------------- | -------------------------------------- | -------------------------------------- | -------------------------------------- | -------------------------------------- | -------------------------------------- |
| Positie:                               | 17                                     | 11                                     | 11                                     | 7                                      | 7                                      | 6                                      | 8                                      | 5                                      | 9                                      | 10                                     | 11                                     | 20                                     | 16                                     | 20                                     | 15                                     | 29                                     | 26                                     | uit                                    |